# Apalis sharpii
El apalis de Sharpe (Apalis sharpii) es una especie de ave paseriforme de la familia Cisticolidae propia de África occidental. Su nombre conmemora al zoólogo inglés Richard Bowdler Sharpe.

## Distribución y hábitat
Se encuentra en Costa de Marfil, Ghana, Guinea, Liberia y Sierra Leona. Su hábitat natural son los bosques húmedos tropicales de tierras bajas.